# コソボ

コソボ共和国
Republika e Kosovës（アルバニア語）
Република Косово（セルビア語）

国の標語：不明
国歌：Evropa（アルバニア語）
ヨーロッパ

コソボ共和国（コソボきょうわこく、アルバニア語: Republika e Kosovës）、通称コソボは、バルカン半島中部の内陸部に位置する共和制国家。北東をセルビア、南東を北マケドニア、南西をアルバニア、北西をモンテネグロに囲まれている。略称KOS。国際連合（UN）には未加盟であるが、2020年8月時点で115の国際連合加盟国が国家として承認している（ただし、後に承認を撤回したとセルビア側が主張している国を含む）。

## 概説
面積は1万887平方キロメートル（日本の岐阜県に相当）。国民の9割以上はアルバニア人で、他にセルビア人などが暮らす。人口は2024年国勢調査によると約159万人であるが、北部のセルビア人が多く占める地域ではボイコットが見られた。
かつてはユーゴスラビアのセルビアに属する自治州の一つで、2008年2月17日にコソボ議会が独立を宣言した。コソボ外務省によると、2020年8月時点で115の国連加盟国が国家として承認している（一部論争あり）。独立を承認していない国は、セルビア領土の一部（コソボ・メトヒヤ自治州）とみなしている。
鉱物資源が豊かであり、大麦、小麦、タバコ、トウモロコシなどもとれる。

## 呼称
「コソボ」という地名は、ブルガリア語でクロウタドリを意味する「コス」（ブルガリア語: Кос / Kos）に由来している。アルバニア語ではKosovaもしくはKosovë、セルビア語のキリル文字表記ではКосово、ラテン文字表記ではKosovoである。
特にセルビア人の間で、この地域の西部はメトヒヤ（セルビア語: Метохија / Metohija）と呼ばれており、この地域全体を指す呼称としては「コソボとメトヒヤ」（セルビア語: Косово и Метохија / Kosovo i Metohija、コソヴォ・イ・メトヒヤ）が使われている。他方、アルバニア人の間ではメトヒヤの名前は使われず、この地域全体を指してコソヴァと呼ぶ。
2008年2月に独立を宣言した際の憲法上の国名は、アルバニア語でRepublika e Kosovës、セルビア語でРепублика Косово / Republika Kosovoである。その他の言語での表記としては、英語ではRepublic of Kosovo、トルコ語ではKosova Cumhuriyeti、ボスニア語ではRepublika Kosovoである。日本語表記はコソボ共和国、通称コソボである。コソヴォとも表記する。アルバニア語名に沿ったコソバないしコソヴァという表記はあまり使用されていない。
セルビアは、コソボを自国の一部と規定しており、コソボ・メトヒヤ自治州（セルビア語: Аутономна Покрајина Косово и Метохија / Autonomna Pokrajina Kosovo i Metohija）と呼んでいる。コソボの独立を承認していない国々は、コソボを国連の管理下にあるセルビアの一部として取り扱っている。

## 歴史

紀元前3世紀〜紀元前1世紀頃のダルダニア王国（黄色）

6-7世紀以前のコソボの歴史は、現在でもあまり明らかではない。6-7世紀以前には、古代トラキア人やイリュリア人が住んでいたといわれている。古代トラキア人は多くの氏族に分かれており、そのうちのコソボの地域に住んでいたある氏族は、ダルダニア人と呼ばれた。このため、この地方は当時ダルダニアと呼ばれていた。

### ブルガリア帝国の進出
東ヨーロッパから侵入したスラヴ人の定住に続いて、6-7世紀以降には、古ブルガリアからブルガール人（現在のブルガリア人の祖先）がやってきて、ダルダニアを征服した。681年にアスパルフによって建国された、ブルガール人を主体とする第一次ブルガリア帝国は、やがてこの地方をその支配下に置くようになった。ブルガリア帝国ではブルガール人とスラヴ人の融合が進み、現在のブルガリア人の祖となった。コソボや隣のマケドニアの地域はブルガリア帝国の重要な一部だった。

### セルビア王国成立
12-13世紀、セルビア人の居住地域は、諸侯により群雄割拠される状態が続いていた。こうした中から台頭したセルビア人の指導者ステファン・ネマニャは、コソボを含む現在の南部セルビア地方を中心としてセルビア諸侯国を統一し、セルビア王国を建国した。これが現代においても、セルビア人がコソボを「セルビア建国の地」として特別視する理由である。

#### オスマン帝国との戦い
オスマン帝国がバルカン半島を征服しようとした時、セルビア人は自分たちの土地を守るために戦い抜き、最終的に「コソボの戦い」へ至った。コソボの戦いで、セルビア人はオスマン帝国の4万人の兵士と激しく戦い、オスマン帝国の皇帝ムラト1世を殺すことに成功した。皇子バヤズィト1世は、コソボの戦いの中で新皇帝となった。最後の戦いが行われた平原には、ムラト1世の墓地が今でも残されている。結局オスマン帝国に敗北し、セルビアの貴族も、指導者のセルビア侯ラザル・フレベリャノヴィチも全て殺された。それ以来バルカン半島のほとんどはオスマン帝国に征服され、5世紀もの間自分たちの国を持つことができなかった。

### オスマン帝国の支配
コソボの地で初のセルビア人の統一王国が誕生したことと、コソボの戦いでの敗北によってセルビアは最終的にオスマン帝国に併呑されるに至ったことから、セルビア人からはコソボは重要な土地とみなされている。コソボの戦いは伝説化され、民族的悲劇として後世に語り継がれることとなった。

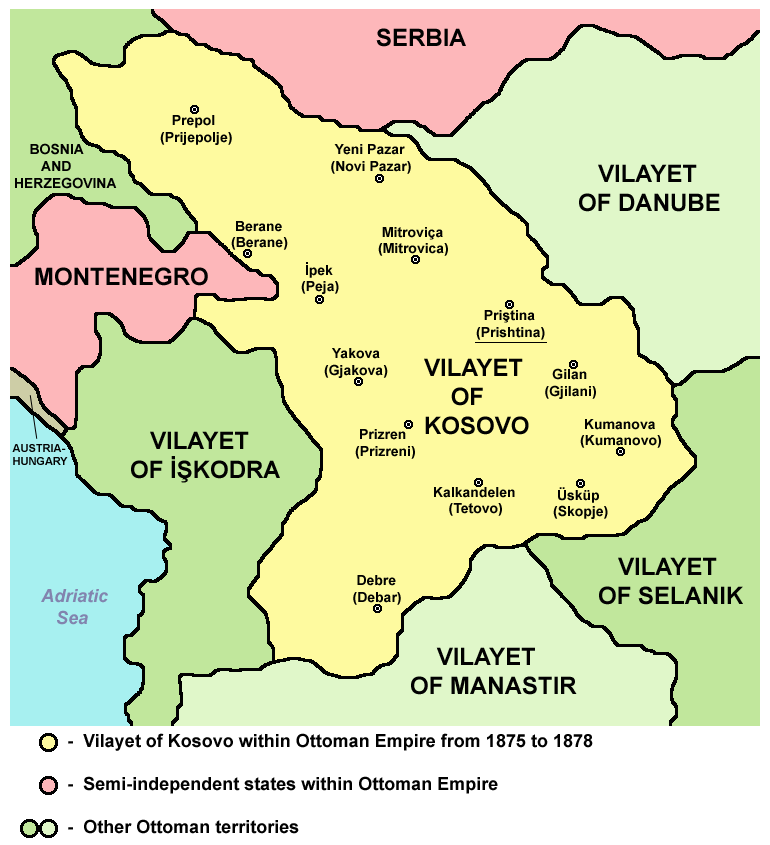
オスマン帝国1875〜1878年のコソボ行政区（黄色）

コソボの最も多くの人口をアルバニア人が占めるようになったのは、17世紀後半から18世紀前半にかけて、オーストリア皇帝の呼びかけに応じ、ペーチのセルビア正教総主教に率いられたセルビア正教徒がドナウ川対岸へ移住したことが背景にあるとされる。これを受けてオスマン帝国側は、アルバニア人ムスリムをコソボに入植させていった。

#### 民族意識の高揚
19世紀に入りアルバニア人の民族意識が高揚してくると、4つの県、サンジャク・プリズレン、サンジャク・ディブラ、サンジャク・スコピオン、サンジャク・ニシュをひとつにまとめたプリズレン・ヴィライェト（1871年 - 1877年）が設置され、すぐにコソヴァ・ヴィライェト（1877年 - 1913年）となった。1878年にはコソボの都市プリズレンで民族主義者の団体「プリズレン連盟」（アルバニア国民連盟）が結成され、民族運動が展開された。20世紀初頭のバルカン戦争後、1912年にアルバニアの独立が宣言されると、その国土にコソボも組み込まれた。しかし、列強が介入した1913年の国境画定でコソボはアルバニア国土から削られ、セルビア王国に組み込まれる。第一次世界大戦中はオーストリア・ハンガリー帝国、ブルガリア王国の占領下にあった。

### ユーゴスラビア王国成立

ユーゴスラビア社会主義連邦共和国時代の行政区分

第一次世界大戦後に成立したユーゴスラビア王国は、第二次世界大戦ではナチス・ドイツやファシスト・イタリアなど枢軸国の侵攻を受けた。コソボにあたる領域はブルガリア王国とアルバニア王国の一部に併合された。戦後、第二のユーゴとなるユーゴスラビア連邦人民共和国が成立すると、コソボ一帯はアルバニア人が多数を占めていたことから、1946年にセルビア共和国内の自治州（コソボ・メトヒヤ自治州）とされた。これがコソボとセルビアの行政的な境となって今日に至っている。1950年代になるとコソボ独立運動が展開されるようになり、ユーゴ政府は独立運動を抑えつつ、1964年に民族分権化政策によってコソボ・メトヒヤ自治州をコソボ自治州に改称した。1968年、自治権拡大を求めるアルバニア人の暴動が発生し、1974年のユーゴスラビア連邦の憲法改正により、コソボ自治州はコソボ社会主義自治州に改組され自治権も連邦構成共和国並みに拡大された。しかし、アルバニア人は更なる自治権拡大を目指し、一方でコソボをセルビアの一部と見なすセルビア人の民族主義者は自治権拡大に苛立ちを強めた。この双方の利害対立が、チトー大統領の死後大きく表面化することとなる。

### 独立運動

#### 端緒
1981年の3月から4月にかけてプリシュティナのアルバニア人学生が抗議活動を開始し、6都市で2万人が参加するコソボ抗議活動に膨れ上がったが、ユーゴスラビア政府に厳しく弾圧された。1982年、スイスに在住していたアルバニア人が「コソボ共和国社会主義運動」という左翼的な組織を設立した。彼らの目的はコソボをユーゴスラビアから分離し、独立した国を創ることだった。1980年代にこの組織は世界中に分散しているアルバニア人を集め、水面下でネットワークを張り巡らし、武装勢力を結成している。この組織を大きくするために左翼ばかりでなく、イスラーム原理主義やアルバニア国粋主義もイデオロギーとして掲げた。そして彼らは組織の名前を「コソボ解放軍」（アルバニア語名: UÇK、英語名: KLA）と改名した。
1989年に東欧革命が起きて、ソビエト連邦を中心とする東欧社会主義ブロックが崩壊すると、ソ連と一線を画していたユーゴスラビアでも各民族のナショナリズムが高まった。セルビア人の民族主義者でセルビア大統領のスロボダン・ミロシェヴィッチは、ユーゴスラビアの各共和国が対等の立場を持つ体制を改め、セルビア人によるヘゲモニーを確立することを目指していた。ミロシェヴィッチはセルビア内の自治州だったコソボ、ヴォイヴォディナの両社会主義自治州の自治権を大幅に減らし、コソボ・メトヒヤ自治州へと改称した。

#### コソボ解放軍の実力行使

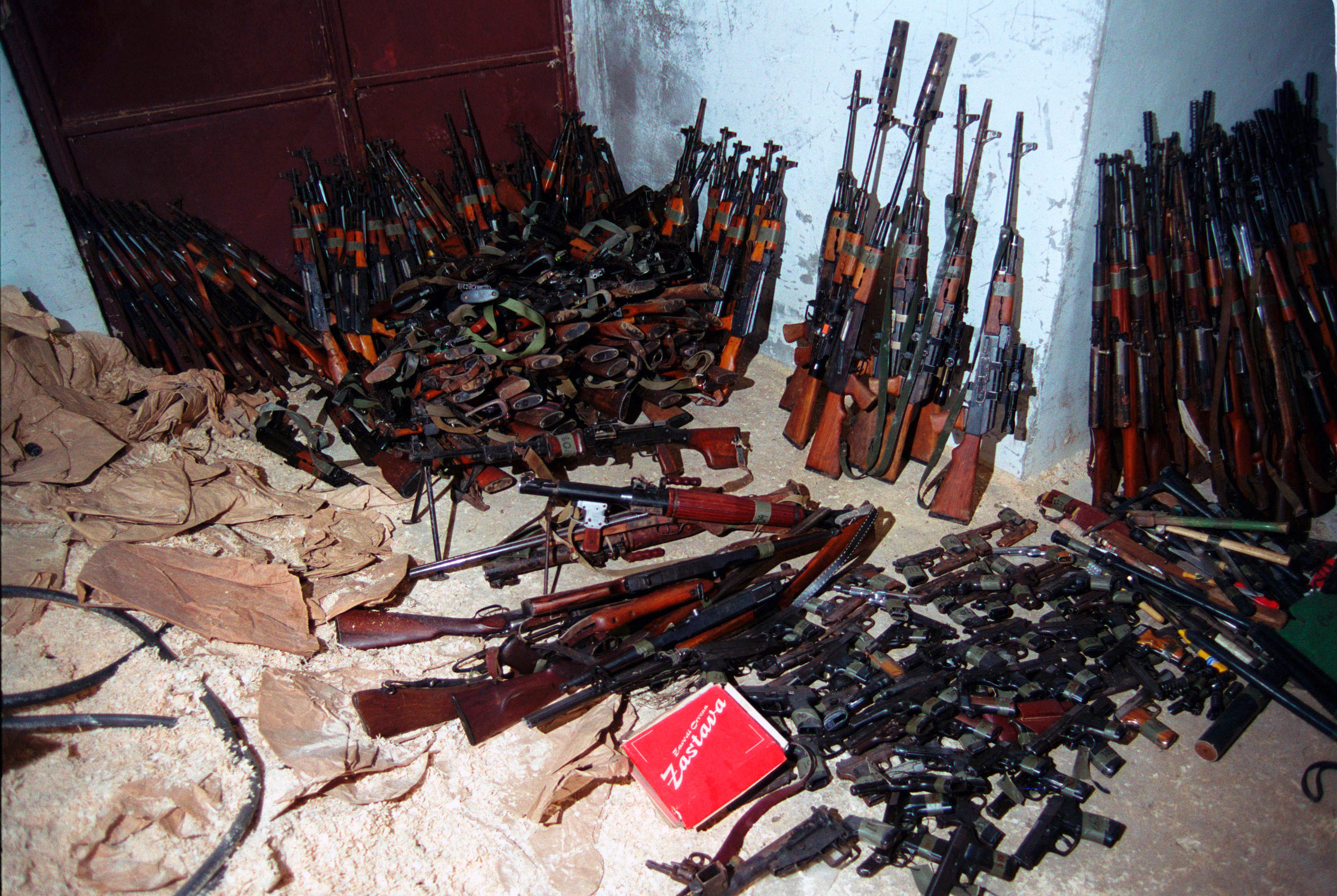
コソボ解放軍から没収された銃器（1999年）

#### コソボ紛争
実質的にはセルビア人が主導しており、コソボの独立を阻止したいユーゴスラビア政府は、クロアチア紛争、ボスニア・ヘルツェゴビナ紛争により大量に発生したセルビア人難民の居住地としてコソボを指定した。この結果、コソボの民族バランスは大きくセルビア人側が増えることになった。これに対して、コソボのアルバニア人指導者イブラヒム・ルゴヴァの非暴力主義に対し、アルバニア人から懐疑的な意見が出されるようになった。デイトン合意によってクロアチア、ボスニア紛争が一旦落ち着いた後の1990年代後半に入ると、軍事闘争によるセルビアからの独立を主張するコソボ解放軍が影響力を強めた。一方、隣国のアルバニアは1997年に全国的な規模で拡大したネズミ講が破綻して、社会的な混乱に陥っていた。このような情勢で、コソボ解放軍は混乱したアルバニアに自由に出入りし、セルビア側の追っ手を回避。戻って来る時にはアルバニア国内で流出した武器やアルバニアでリクルートした兵士を伴って来た。コソボ解放軍の指導者の一人で、後に首相となったハシム・サチは、アルバニア領内で兵員と武器を調達する活動をしていた。翌1998年になると、セルビアとしてもコソボのゲリラ活動に対して対応をせざるを得なくなってきた。セルビアは大規模なゲリラ掃討作戦を展開し、セルビア警察特殊部隊によってコソボ解放軍幹部が暗殺されるなど、コソボ全土にわたって武力衝突が拡大することになった。これがコソボ紛争の始まりである。

#### 国際連合コソボ暫定行政ミッションの始まり
戦闘員ではないアルバニア人が攻撃を受け、多くのアルバニア人が隣接する北マケドニアやアルバニア、モンテネグロなどに流出し、再びセルビア側の「非人道的行為」がクローズアップされるようになった。国連や欧州連合（EU）は、セルビアとコソボの間に立って調停活動を行うことになった。1999年3月からは、北大西洋条約機構（NATO）が国際世論に押されて、セルビアに対する大規模な空爆を実施するに至った（アライド・フォース作戦）。この空爆は約3カ月続き、国際社会からの圧力に対抗しきれなくなったセルビアはコソボからの撤退を開始。翌年までに全てのユーゴスラビア連邦軍を撤退させた。これによってコソボはセルビア政府からの実効支配から完全に脱することになった。代わって国連の暫定統治機構である国際連合コソボ暫定行政ミッション（United Nations Interim Administration Mission in Kosovo、UNMIK）が置かれ、軍事部門としてNATO主体の国際部隊 (KFOR) が駐留を開始した。それ以降、主にセルビア系住民が多数を占める限られた一部の地域と一部の出先機関を除いて、ユーゴスラビア政府やそれを継承したセルビア・モンテネグロ（2003-2006年）、セルビア（2006年-）による実効支配は及んでいない。
しかし、セルビア側が撤退してUNMIKの管理下に入った後も、コソボ解放軍の元構成員によって非アルバニア人に対する殺害や拉致、人身売買が行われたり、何者かによって爆発物が仕掛けられたりといった迫害を受けており、人権が守られているとは言えない。加えて、多くのセルビア正教会の聖堂が破壊され、迫害を恐れた非アルバニア人がコソボを後にする事例が多く発生している。
コソボ紛争は2020年代にもコソボの内政や国際関係に影を落としている。コソボ大統領だったハシム・サチが2020年11月に辞任したのは、オランダのデン・ハーグに設置されているコソボ紛争の戦争犯罪を裁く特別法廷で訴追が確定したためである。

#### 地位問題
1991年に行われたコソボの独立宣言を国際的に承認した国は、同じアルバニア人が住む隣国アルバニアしか存在しなかった。このためコソボの独立は国際的に承認を得たものとは認識されず、あくまでも「セルビアの自治州」であるというのが国際的な建前になっていた。一方で1999年のコソボ紛争以降、コソボがセルビアの実効支配から完全に脱していた。したがってコソボは1999年以降、「独立国ではないものの、他の国の支配下にあるものでもない」という非常に微妙な地位に留め置かれていた。現状で微妙な地位に置かれているコソボを将来的にどのような地位に置くか、という議論がコソボの地位に関する問題だった。

### コソボの独立
2007年の11月の選挙では、コソボのセルビアからの即時独立を主張するハシム・サチ率いるコソボ民主党が第一党となり、翌2008年にはサチが首相に選出された。主にアルバニア系住民に支持されたサチが率いるコソボ暫定政府は、独立の方針を強く訴えた。地位問題において欧州連合（EU）とアメリカ合衆国の支持を得たコソボは、2008年2月のセルビア大統領選挙の確定以降における独立の方針を明確化し、2008年2月17日、コソボ自治州議会はセルビアからの独立宣言を採択した。また同時に「国旗」が発表された。4月に議会で批准されたコソボ憲法は、6月15日から正式に発効した。

#### セルビアの反発
この独立宣言に対して、セルビアでは大きな反発が起こり、2月17日未明から首都ベオグラードやノヴィ・サドで、米国大使館や米系商店、当時のEU議長国だったスロベニア系商店への投石騒動が起きた。この他にも、迫害を恐れてコソボを脱出したセルビア人住民が出ていると伝えられている。

#### コソボの承認
国家承認のプロセスについては、独立宣言の翌日の2月18日にアメリカ政府が承認を公表し、ヨーロッパの国連安保理常任理事国であるイギリス、フランスも同日に承認している。ドイツが2月20日に承認した。一方でEU加盟国を個々に見た場合、国内に民族問題を抱えるスペインやキプロス、スロバキア、ルーマニア、ギリシャなどは独立承認に慎重な姿勢を示している国もある。このためEUによる機関承認は見送られている。同じスラブ人として歴史的にセルビアと繋がりが深いうえに米欧と一線を画すロシア連邦や、少数民族の独立運動を多く抱える中華人民共和国も同様だった。
その後、独立宣言が打ち出された当初には即座に承認しなかった国々にも承認が広まった。セルビアの周辺国では、2008年3月にクロアチア、ハンガリーそしてブルガリアがコソボの独立を承認した。コソボの独立に際して、大アルバニア主義の拡大が憂慮されていた中、2008年10月には大アルバニア主義の利害国で国内に一定数のアルバニア人を抱えるモンテネグロと、マケドニア紛争の当事国である北マケドニアがコソボを承認した。人口の3割以上をセルビア人が占めるモンテネグロでは激しい反発が起こり、首都ポドゴリツァでは大規模な抗議集会が行われた。
その一方で、セルビア政府はコソボの分離独立を「永遠に認めない」と明言しており、2008年の国連総会では、同国の要請を受けて国際司法裁判所に独立の是非の判断を求めた。ロシアもコソボの独立をセルビア政府の合意なしには承認しない意向で、中国もこれに同調しており、国連安全保障理事会で拒否権を持つ両国の反対により、国際連合安全保障理事会での承認は困難となっている。またインドやスペインなどの少数民族の独立運動の問題を抱えている国々も承認しない意向を表明している。「大アルバニア」の利害国としては、ギリシャが承認を行っていない。
日本は2008年3月18日、コソボを国家として承認。2009年2月25日、外交関係を開設した。

## 独立承認国

2025年時点でコソボを国家承認している国
赤色は承認を撤回した国

2025年1月時点で、コソボ外務省によると115か国の国際連合加盟国にクック諸島およびニウエを加えた117か国が独立を承認している。また一覧には無いが中華民国（台湾）も承認している。一方でセルビア政府はこのうち28か国は独立承認を撤回し、3か国は「凍結状態」にあるため、承認する国連加盟国は83か国と主張している。
独立を承認している国はアメリカ合衆国、イギリス、フランス、イタリア、日本、ポーランド、アルバニアなどで、非承認国はセルビア、ロシア、中国、EU加盟国のスペイン、ルーマニア、ギリシャ、キプロスなどがある。国際連合加盟国のうち承認国 / 非承認国の数は、コソボの主張では 115 / 78、セルビアの主張では 83 (+凍結3) / 107 である。
2010年7月22日には、国際司法裁判所がコソボのセルビアからの独立宣言を「国際法違反にはあたらない」と判断した。国際司法裁判所の判断は勧告的意見とされ、法的な拘束力はないものの、承認するか否かを決めかねていた国際社会には大きな判断材料になると同時に、民族自決を掲げる少数民族の分離独立に大きな影響を与えるとされる。

### 独立を承認している国・地域一覧
ヨーロッパ
- アルバニア (2008年2月18日)
- フランス (2008年2月18日)
- イギリス (2008年2月18日)
- ラトビア (2008年2月20日)
- ドイツ (2008年2月20日)
- エストニア (2008年2月21日)
- イタリア (2008年2月21日)
- デンマーク (2008年2月21日)
- ルクセンブルク (2008年2月21日)
- ベルギー (2008年2月24日)
- ポーランド (2008年2月26日)
- スイス (2008年2月27日)
- オーストリア (2008年2月28日)
- アイルランド (2008年2月29日)
- スウェーデン (2008年3月4日)
- オランダ (2008年3月4日)
- アイスランド (2008年3月5日)
- スロベニア (2008年3月5日)
- フィンランド (2008年3月7日)
- モナコ (2008年3月19日)
- ハンガリー (2008年3月19日)
- クロアチア (2008年3月19日)
- ブルガリア (2008年3月20日)
- リヒテンシュタイン (2008年3月25日)
- ノルウェー (2008年3月28日)
- リトアニア (2008年5月6日)
- サンマリノ (2008年5月12日)
- チェコ (2008年5月21日)
- マルタ (2008年8月22日)
- ポルトガル (2008年10月7日)
- モンテネグロ (2008年10月9日)
- 北マケドニア (2008年10月9日)
- マルタ騎士団 (2009年6月1日)
- アンドラ (2011年6月8日)

アジア
- トルコ (2008年2月18日)
- アフガニスタン (2008年2月18日)
- 中華民国（台湾） (2008年2月19日)
- 日本 (2008年3月18日)
- 韓国 (2008年3月28日)
- アラブ首長国連邦 (2008年10月14日)
- マレーシア (2008年10月30日)
- モルディブ (2009年2月19日)
- サウジアラビア (2009年4月20日)
- バーレーン (2009年5月19日)
- ヨルダン (2009年7月7日)
- カタール (2011年1月7日)
- オマーン (2011年2月4日)
- クウェート (2011年10月11日)
- ブルネイ (2012年4月25日)
- 東ティモール (2012年9月20日)
- パキスタン (2012年12月24日)
- イエメン (2013年6月11日)
- タイ (2013年9月24日)
- シンガポール (2016年12月1日)
- バングラデシュ (2017年2月27日)
- イスラエル (2020年8月4日)

アメリカ州
- コスタリカ (2008年2月18日)
- アメリカ合衆国 (2008年2月18日)
- ペルー (2008年2月22日)
- カナダ (2008年3月18日)
- コロンビア (2008年8月4日)
- ベリーズ (2008年8月7日)
- パナマ (2009年1月16日)
- ドミニカ共和国 (2009年7月10日)
- ホンジュラス (2010年9月3日)
- セントルシア (2011年8月19日)
- ハイチ (2012年2月10日)
- セントクリストファー・ネイビス (2012年11月28日)
- ドミニカ国 (2012年12月11日)
- ガイアナ (2013年3月16日)
- エルサルバドル (2013年6月29日)
- グレナダ (2013年9月25日)
- アンティグア・バーブーダ (2015年5月20日)
- ベリーズ (2016年4月30日)
- スリナム (2016年7月8日)
- バルバドス (2018年3月9日)
- コロンビア (2019年3月9日)

アフリカ
- セネガル (2008年2月18日)
- ブルキナファソ (2008年4月23日)
- リベリア (2008年5月30日)
- シエラレオネ (2008年6月11日)
- ガンビア (2009年4月7日)
- コモロ (2009年5月14日)
- マラウイ (2009年12月14日)
- モーリタニア (2010年1月12日)
- エスワティニ (2010年4月12日)
- ジブチ (2010年5月8日)
- ソマリア (2010年5月19日)
- ギニアビサウ (2011年1月10日)
- 中央アフリカ共和国 (2011年7月22日)
- ギニア (2011年8月12日)
- ニジェール (2011年8月15日)
- ベナン (2011年8月18日)
- ガボン (2011年9月15日)
- コートジボワール (2011年9月16日)
- ガーナ (2012年1月23日)
- サントメ・プリンシペ (2012年3月13日)
- チャド (2012年6月1日)
- ブルンジ (2012年10月16日)
- タンザニア (2013年5月29日)
- エジプト (2013年6月26日)
- リビア (2013年9月25日)
- レソト (2014年2月11日)
- トーゴ (2014年7月11日)
- ガンビア (2016年9月23日)
- マダガスカル (2017年10月24日)
- ギニアビサウ (2018年7月19日)

オセアニア
- オーストラリア (2008年2月19日)
- マーシャル諸島 (2008年4月17日)
- ナウル (2008年4月23日)
- サモア (2008年9月15日)
- ミクロネシア連邦 (2008年12月5日)
- パラオ (2009年3月6日)
- ニュージーランド (2009年11月9日)
- バヌアツ (2010年4月28日)
- キリバス (2010年10月21日)
- ツバル (2010年11月18日)
- パプアニューギニア (2012年10月3日)
- フィジー (2012年11月19日)
- トンガ (2014年1月15日)
- ソロモン諸島 (2014年8月13日)
- クック諸島 (2015年5月18日)
- ニウエ (2015年6月23日)

### 論争のある国
セルビア政府は、2017年のスリナムを皮切りにこれまで28か国が独立承認を撤回したと主張している。またエジプト、ペルー、ドミニカ共和国は「凍結状態」にあるとしている。コソボ外務省はセルビアの主張を「プロパガンダ」「フェイクニュース」と主張し、引き続きコソボの独立を承認している国として扱っている。
- サントメ・プリンシペ (2013年1月10日にコスタ大統領が承認を否定[24])
- スリナム (2017年10月27日撤回、2023年に撤回を再確認[25])
- ギニアビサウ (2017年11月17日撤回[26]、2018年1月に撤回の無効を宣言[27])
- ブルンジ (2018年2月15日撤回[28])
- リベリア (2018年6月20日撤回報道、6月22日リベリア政府が否定[29]）
- パプアニューギニア (2018年7月6日撤回[30])
- レソト (2018年10月16日撤回報道、2018年10月25日にタバネ首相が否定[31])
- コモロ (2018年11月1日撤回報道[32]、2021年2月7日にコモロ外務大臣が否定[33])
- ドミニカ国 (2018年11月2日撤回[34])
- グレナダ (2018年11月4日撤回[35])
- マダガスカル (2018年12月7日撤回[36])
- ソロモン諸島 (2018年11月28日撤回[37])
- パラオ (2019年1月17日撤回[38]、2023年10月20日再承認[39])
- トーゴ (2019年6月28日撤回[40])
- 中央アフリカ (2019年7月19日撤回[41])
- ガーナ (2019年11月7日撤回[42])
- ナウル (2019年11月13日撤回[43])
- セネガル (2020年3月2日撤回[44])
- ソマリア (2023年1月5日撤回主張、1月10日否定[45])
- ガボン (2023年1月5日撤回主張、1月11日否定[45])
- リビア (2023年1月5日撤回主張、1月11日否定[45])
- エスワティニ (2023年1月5日撤回主張、1月12日否定[45])
- モルディブ (2023年1月5日撤回主張、1月12日否定[45])
- アンティグア・バーブーダ (2023年1月5日撤回主張[45])
- セントルシア (2023年1月5日撤回主張[45])
- ギニア (2023年1月5日撤回主張[45])
- ブルキナファソ (2023年1月5日撤回[45][46])
- バヌアツ (2023年撤回[9])

## 国際関係
独立を宣言して以降、コソボは上記のような承認国の拡大と国際機関への加盟を追求してきた。ハシム・サチ大統領はセルビアとの関係正常化と、欧州連合や北大西洋条約機構への加盟を希望すると表明している。前述のように、セルビアはコソボの独立を認めていないが、近年ではセルビア系住民が多数派を占めるコソボ北部とアルバニア系住民が多数派を占めるセルビア南部を交換し、両国の関係正常化を目指すといった動きを見せており、全くの没交渉ではない。EUの仲介などにより、コソボ北部のセルビア人保護などについて交渉や政府間合意を行っている。2020年には、アメリカの仲介で21年ぶりの空路再開で合意した。
アルバニア人を主体とし、公用語の一つとしてアルバニア語を共有するアルバニアとは特別な関係にある。アルバニアは1992年にコソボ共和国が独立を宣言した際、独立を承認した数少ない国の一つであった。2008年2月にコソボが独立を宣言した際にも最初に同国の独立を承認した国の一つである。

### 日本との関係

#### 駐日コソボ大使館
- 住所：東京都港区西新橋三丁目13-7 VORT虎ノ門サウスビル10階[50]
- アクセス：東京メトロ日比谷線虎ノ門ヒルズ駅

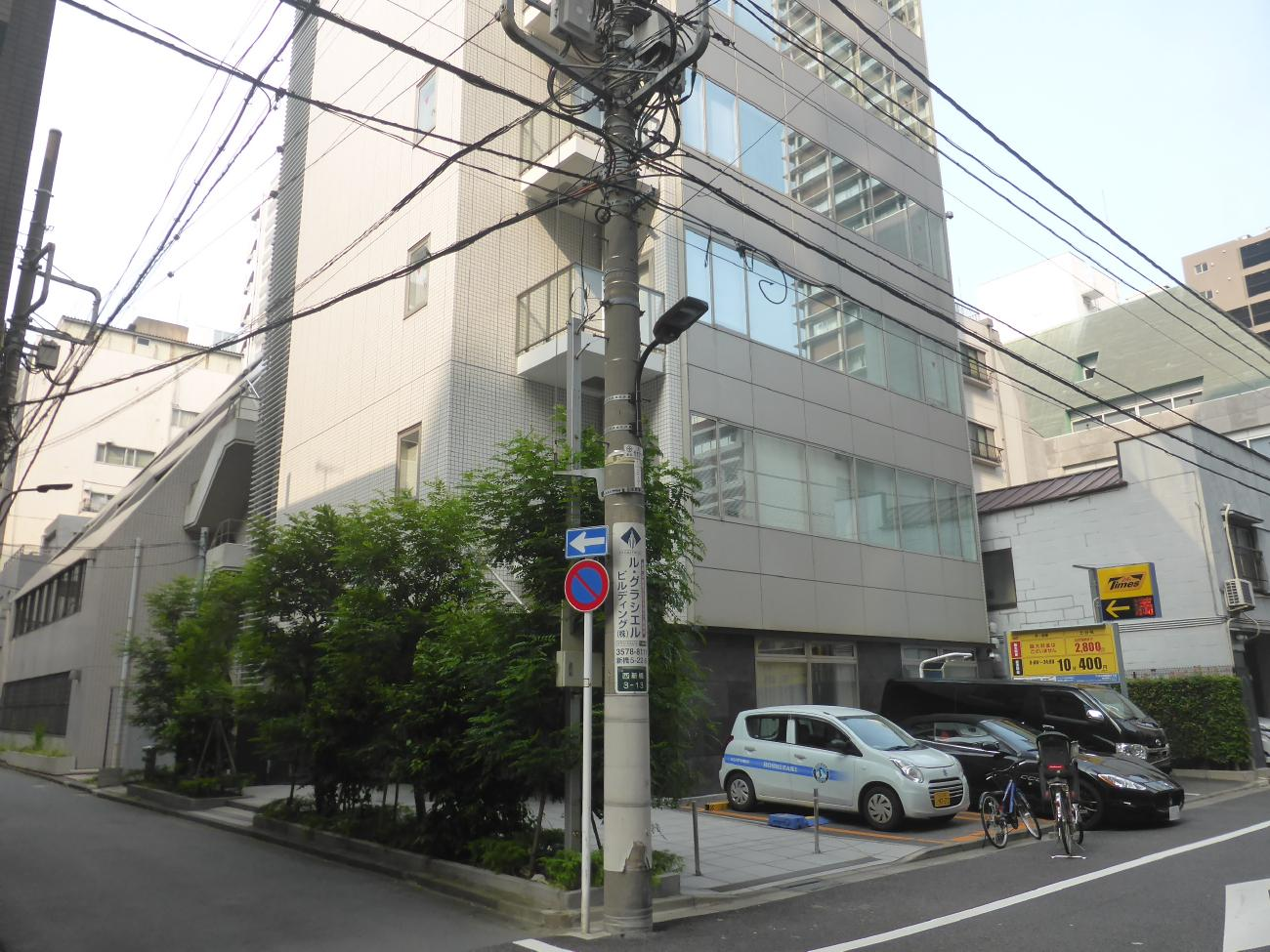
コソボ大使館が入居するビル
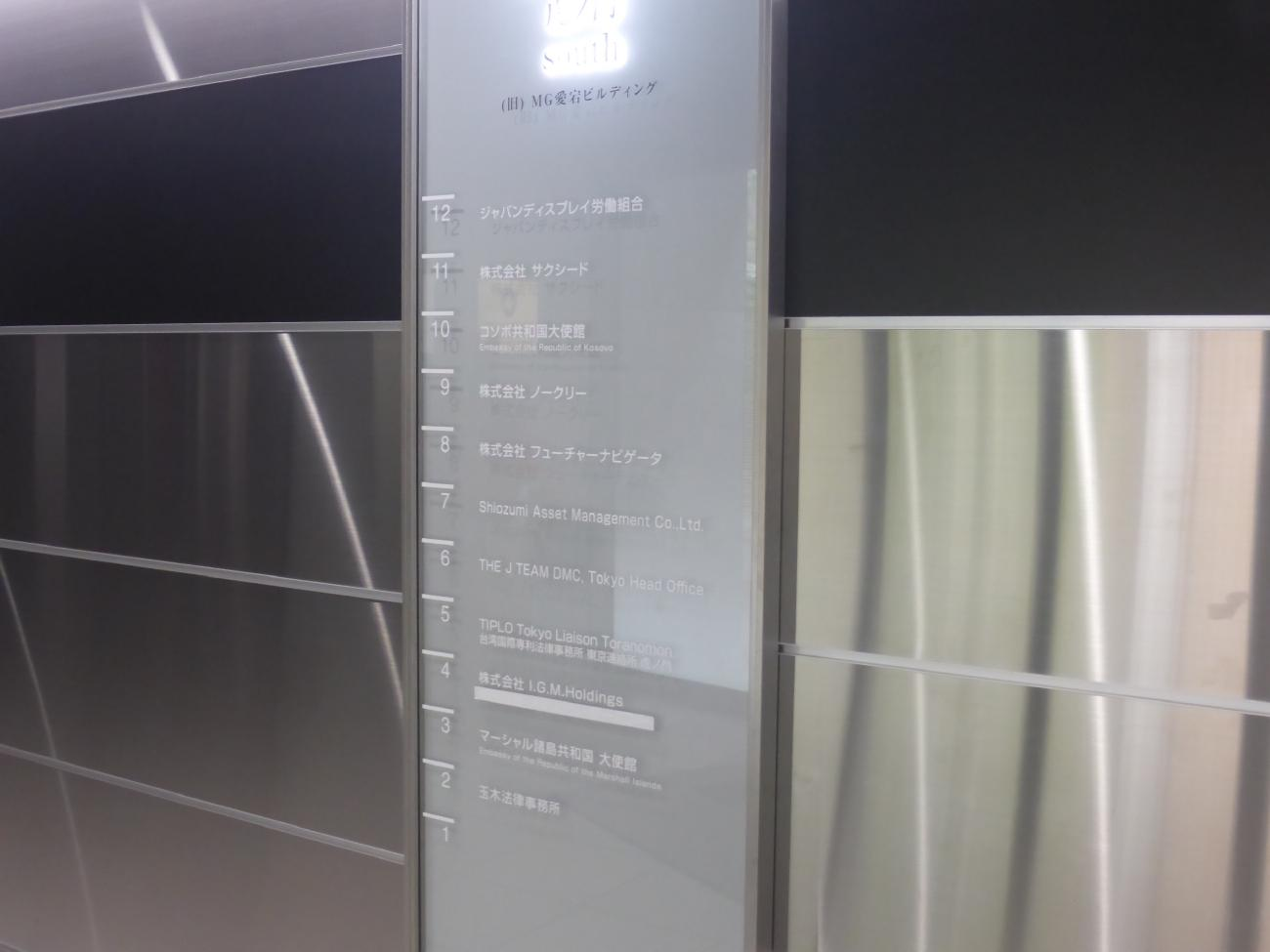
コソボ大使館は10F

#### 在山梨コソボ共和国名誉領事館
- 住所：山梨県甲府市酒折2-4-5 山梨学院大学内[50]

### アメリカ合衆国との関係
2025年に成立した第2次トランプ政権は、全ての貿易相手国に相互関税を求めた。この関税交渉を通じ、アメリカはコソボからの輸出品に10%の関税が課す一方、コソボはアメリカからの輸入品の関税を撤廃した。ただし、コソボからの輸出品の関税10%という率は、EU各国の15%よりも低率であり、比較的優遇される状況となった。

## 地方行政区画

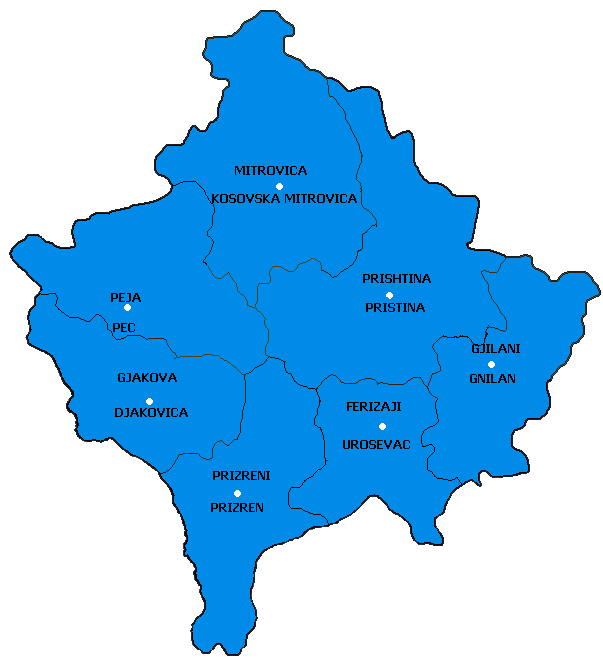
コソボの郡

コソボは全体で7つの郡（ラヨーニ (Rajoni) / オクルグ (Okrug) ）に分けられている。1999年にUNMIKの保護下に入った後の2000年に、UNMIKによってセルビア統治時代の5郡から7郡へと再編された。それぞれの郡の下には、コソボで最小の行政区画である基礎自治体（コムーナ (Komuna) / オプシュティナ (Opština) ）が置かれ、全国で38の基礎自治体がある。

## 経済

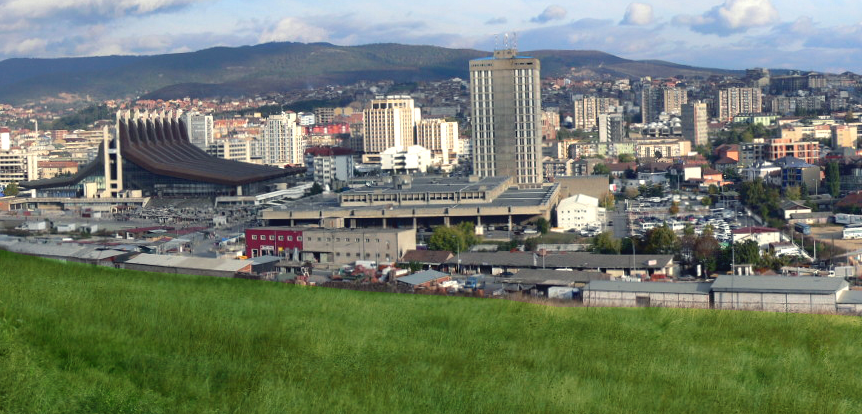
首都プリシュティナ

通貨はユーロが使われているが、欧州中央銀行（ECB）と正式な導入協定を結んではいない。
2018年の国内総生産（GDP）は約79億ドルであり、経済的にはヨーロッパの後進地域である。主要産業は農業で、土地が肥沃な盆地部では大麦、小麦、トウモロコシ、タバコが生産される。鉱物資源が豊かで、トレプチャの亜鉛鉱山はヨーロッパでも最大級の規模を誇る。その他にも石炭、銀、アンチモン、鉄、ボーキサイト、クロムなどが産出される。石炭のうち褐炭が豊富で、それを燃やす火力発電が電力の95％を賄う。このため電力料金はヨーロッパで最も安い水準だが、設備の老朽化などにより停電が多く、大気汚染が深刻であり、温室効果ガスである二酸化炭素の排出削減も困難な現実がある。
2011年時点でGDP成長率は5％程度であるが、貧しい者も多く、ヨーロッパの最貧国の1つである。失業率は3割とヨーロッパ最悪の水準。特に若者では6割にも達しており、犯罪や国外移民、さらに中東へ渡ってのテロ組織「ISIL」参加などの問題を生んでいる。国連の調査では、2013年時点でGDPの16%が、国外に住む国民縁者からの送金である。自分達の稼ぎでは生活が成り立たない者も多く、全世帯の25%は、この国外からの送金に頼って生活している。また、ジニ係数は2021年で49.8とヨーロッパ諸国で最も高く貧富の差が激しい国の1つである。
インターネットは普及途上で、ホームページすら持たない企業も多い。
2025年時点で最新の失業率は21%と減少傾向。GDP成長は2024年に3.9%の見通し。インターネット浸透率は非常に高く、2024年初めには人口の96.6%に達している。

## 政治

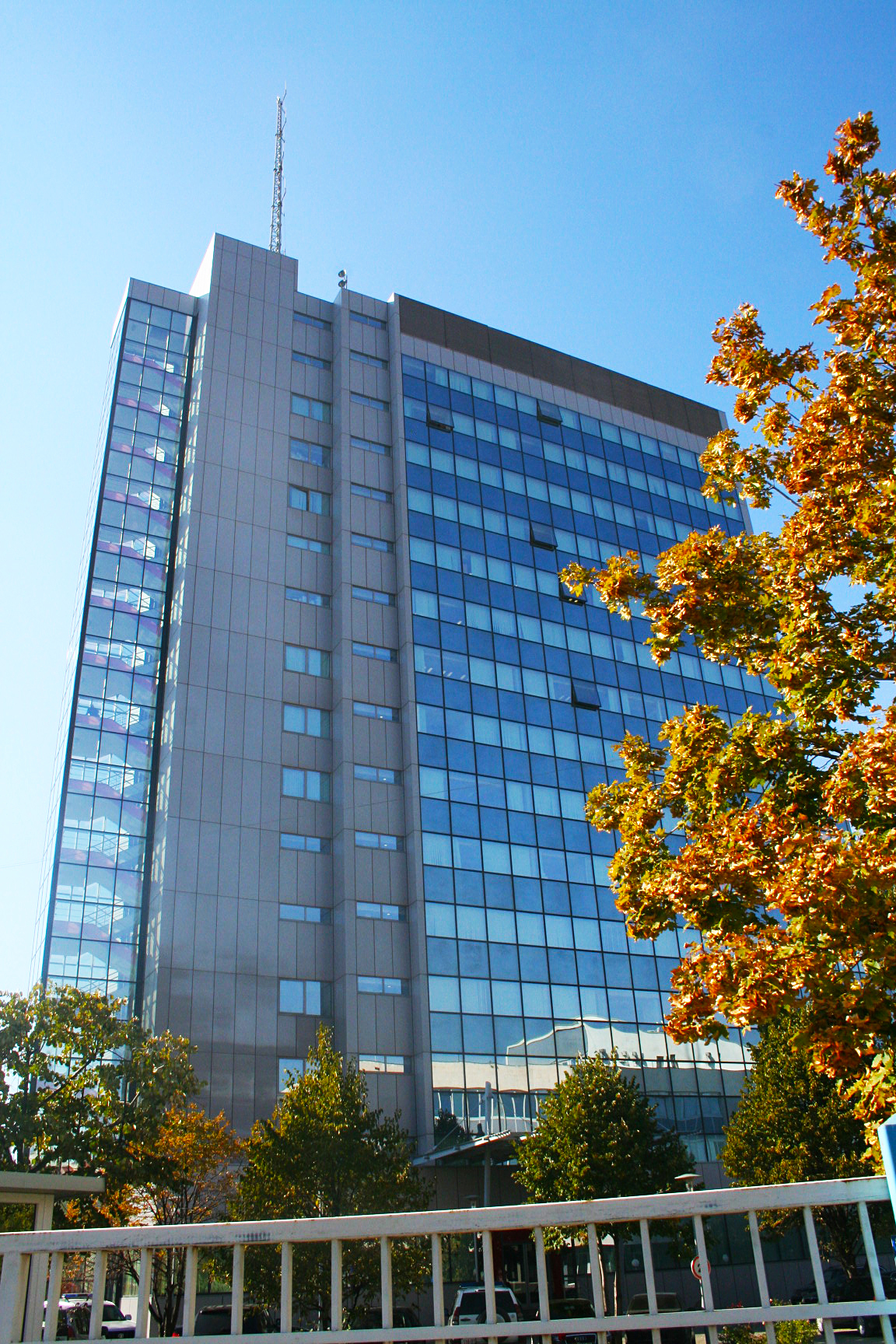
プリシュティナの政府ビル

国連安保理決議1244により国際連合コソボ暫定行政ミッション (UNMIK) の暫定統治下にあり、出入国管理、国境警備も当初はUNMIKが行っていた。UNMIKの下にコソボ住民による暫定自治諸機構（Provisional Institutions of Self Government、PISG）が2001年から置かれている。
独立後は国連コソボ暫定行政ミッションに代わって、EUを中心に組織される文民行政団「国際文民事務所」を派遣し、一定の行政的役割を担わせる意向をEUが示している。ただし、安保理決議によって派遣されている国連コソボ暫定行政ミッションを撤退または大幅に縮小させるには安保理の決議を経る必要があるとの見解もあり、独立そのものに慎重な姿勢を示しているロシアの承認を得る必要がある。
2008年2月、コソボは独立を宣言した。前述のように、コソボの独立を承認するか否かの対応は国により異なるが、UNMIKの役割は大幅に縮小され、警察・関税・司法の分野における任務をEUのCFSPミッション（European Union Rule of Law Mission in Kosovo、EULEX）が引き継いだ。

### 議会
1院制（定数120名）
| 政党（会派）名 | 議席数 |
| -------------- | ------ |
| 自己決定運動   | 48議席 |
| コソボ民主党   | 24議席 |
| コソボ民主同盟 | 20議席 |
| セルビア系政党 | 9議席  |
| コソボ未来連合 | 8議席  |
| 少数民族政党   | 11議席 |

### 軍事
コソボ独自の軍事力として、治安軍を有している。
またコソボ紛争終結に伴い、北大西洋条約機構（NATO）加盟国を主体とするKFOR（コソボ治安維持部隊）が駐留している。
コソボ議会は2018年12月14日、治安軍を軍に昇格させる法律を成立させた。アメリカ合衆国のドナルド・トランプ政権による支持を背景としている。これに対して中国の支持を背景とするセルビアとセルビアを支援するロシア連邦は反発し、地域の不安定化を懸念するNATOや欧州連合（EU）も批判的である。
ユーゴスラビアやセルビアへの武力抵抗を担った組織については「コソボ解放軍」を参照。

## 住民
民族構成は以下の通りである。
- アルバニア人: 92%
- セルビア人: 4%
- ボシュニャク人およびゴーラ人: 2%
- トルコ人: 1%
- ロマ: 1%

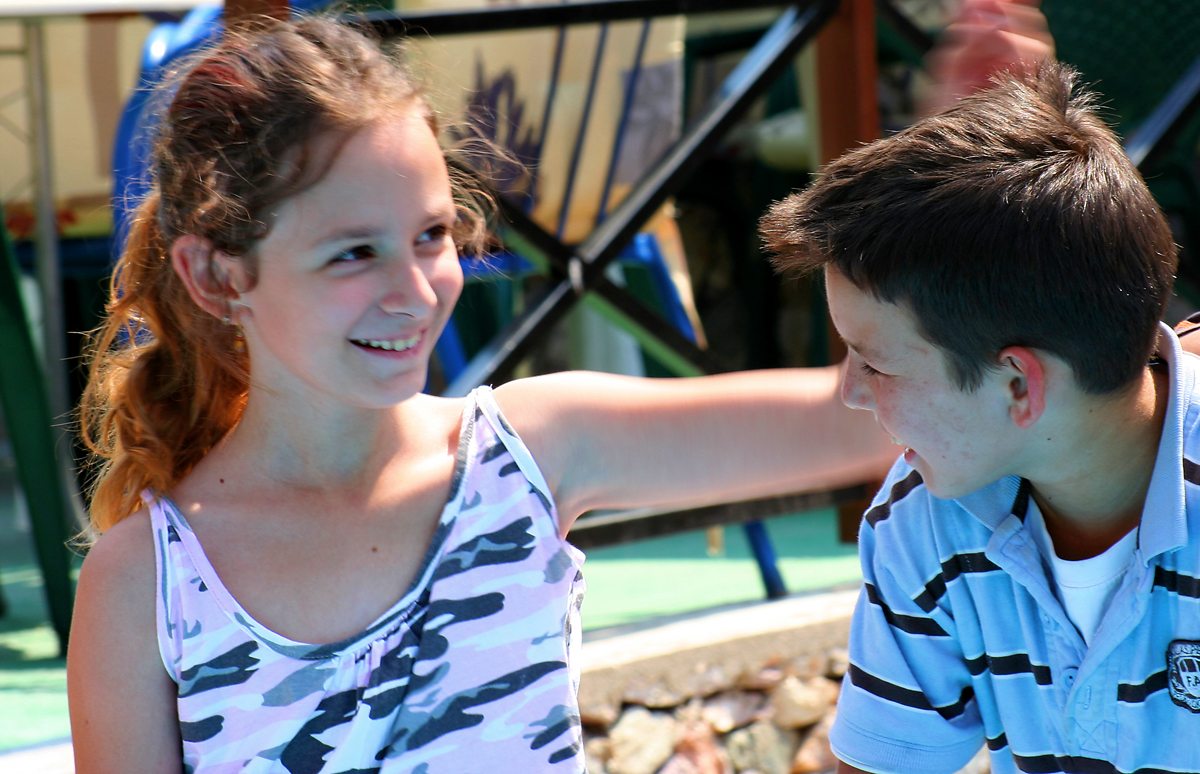
アルバニア人の子供（プリシュティナにて）

オスマン帝国時代の統治により、コソボのアルバニア人の比率は高かった。ボスニア・ヘルツェゴビナ紛争後にセルビアがコソボの分離運動を抑えるために、ボスニア・ヘルツェゴビナ紛争で難民となったセルビア人をコソボに入植させた。これによって一時的にコソボ内のセルビア人の割合は高くなったが、逆にアルバニア人の反感を招き、本格的な紛争に発展した。コソボ紛争により、コソボ内のセルビア人は約20万人がコソボ外に国内避難民として退去、紛争終了後も治安問題、就職困難などの理由で難民帰還はほとんど進んでいない。現在、セルビア人はミトロヴィツァ市北側をはじめコソボの北部に多く住んでいる他、中・南部にもセルビア人が住む居住地が飛地状に点在している。コソボの独立を良しとしないセルビア系住民は、2008年6月28日に独自議会の設立を宣言した。北部のセルビア人はコソボの統合に反対しセルビアから行政サービスを受けていたが、2013年のコソボ・セルビア間の合意を受けて同年に実施されたコソボの統一地方選挙に紛争後初めて参加した。
このコソボ・セルビア間合意により、ミトロヴィツァなど北部のセルビア人居住地域でも、セルビア共和国が管轄していた警察・司法権限がコソボ側へ移されている。EU加盟を目指すセルビア政府の外交政策が影響しているとみられるが、コソボ内のセルビア人には「見捨てられる」との懸念が強まっている。
国勢調査は実施されているものの、北部のセルビア人居住地域では反発が根強く2011年および2024年の国勢調査ではセルビア人がボイコットを行っている。他方、ユーゴスラビア時代の1991年の国勢調査ではアルバニア人がボイコットしていた。
2025年時点で35歳以下が人口の70%を占める。

### 言語
コソボの公用語はアルバニア語とセルビア語で、法律は英語でも翻訳版が作られている。大多数を占めるアルバニア人はアルバニア語を使い、日常生活ではアルバニア語の2大方言のうちの、地続きのアルバニア北部で使われるゲグ方言に分類される言葉を使う。

### 宗教
アルバニア人住民の大半がイスラム教を信仰している。ローマ・カトリック信者も存在する。セルビア人住民はセルビア正教を信仰している。

### 婚姻
婚姻の際には、婚姻前の姓を保持する（夫婦別姓）、配偶者の姓への改姓（夫婦同姓）、複合姓より選択できる。

## スポーツ

### サッカー
コソボ国内ではサッカーが最も人気のスポーツとなっており、1945年にサッカーリーグのライファイゼン・スーペルリーガが創設されている。コソボサッカー連盟（FFK）は、2015年と2016年にUEFAとFIFAにそれぞれ加盟を果たしている。サッカーコソボ代表は、FIFAワールドカップ予選には2018年大会・予選から参加しており、2022年大会・予選もグループ最下位で敗退し本大会への出場の夢は未だ叶っていない。

### 国際機関
- 国際文民事務所 (ICO)
- 国際連合コソボ暫定行政ミッション
- 国際連合難民高等弁務官事務所
- 国際連合開発計画